# Менгароне (Пистоја)
Менгароне је насеље у Италији у округу Пистоја, региону Тоскана.
Према процени из 2011. у насељу је живело 60 становника. Насеље се налази на надморској висини од 307 м.